# Карпно (Нижньосілезьке воєводство)
Карпно (пол. Karpno) — село в Польщі, у гміні Льондек-Здруй Клодзького повіту Нижньосілезького воєводства.
У 1975—1998 роках село належало до Валбжиського воєводства.